# Берестовенька (село)
Берестове́нька — село у Берестинському районі Харківської області. Населення становить 998 осіб (2001). Орган місцевого самоврядування — Іванівський старостинський округ Красноградської територіальної громади.

## Географія
Село Берестовенька знаходиться на річці Берестовенька, вище за течією на відстані 1 км розташовані села Кирилівка і Гранове, нижче за течією примикає до села Іванівське. По селу протікає пересихає струмок з загати. Через село проходить залізниця, станція Берестовеньки.

## Історія
1787 — дата заснування.

## Населення
Згідно з переписом УРСР 1989 року чисельність наявного населення села становила 1254 особи, з яких 545 чоловіків та 709 жінок.
За переписом населення України 2001 року в селі мешкало 986 осіб.

### Мова
Розподіл населення за рідною мовою за даними перепису 2001 року:
| Мова       | Відсоток |
| ---------- | -------- |
| російська  | 70,04 %  |
| українська | 29,16 %  |
| білоруська | 0,60 %   |
| молдовська | 0,10 %   |

## Економіка
- Хлібоприймальне підприємство.
- Елеватор.

## Об'єкти соціальної сфери
- Школа.
- Лікарня.

## Культура
Народний фольклорний колектив «Берестяночка» — один із найпопулярніших колективів Харківської області, з 1985 року веде плідну роботу по відродженню та популяризації самобутніх обрядів, традицій, свят Слобожанщини. З 1990 року має почесне звання «Народний».

## Релігія
- Церква Покрови Пресвятої Богородиці.

## Пам'ятки
- Братська могила радянських воїнів і пам'ятний знак воїнам-односельцям. Поховано 22 воїни.
- Могила Ємельянова Д. С., сільського фельдшера.
- Кургани. 7 (III тис. до н. е. — I тис. н. е.).